# Synchytrium
Genre
Synchytrium est un genre de champignons chytrides de la famille des Olpidiaceae.
Ce genre, le plus important parmi les Chytrides avec plus de 200 espèces, est réparti en six sous-genres sur la base des variations de leur cycle biologique.
Le genre a globalement une répartition cosmopolite, mais certaines espèces peuvent avoir une aire de distribution plus restreinte. Les espèces de Synchytrium se rencontrent aussi bien dans les régions tropicales et tempérées que dans les zones arctiques, et à des altitudes pouvant atteindre 3000 m.
Ce sont toutes des parasites, le plus souvent de plantes à fleurs, mais aussi d'algues, de mousses et de fougères. Leur développement est favorisé par un environnement humide.
Leur gamme d'hôtes est très vaste puisqu'on les a signalées sur 1350 espèces végétales, réparties en 773 genres et 168 familles. Beaucoup d'espèces de Synchytrium sont spécifiques d'une seule espèce, mais certaines parasitent une famille entière, voire admettent un spectre d'hôtes bien plus large.
Quelques espèces ont une importance économique par les dégâts qu'elle provoquent chez certaines plantes cultivées. La plus connue est Synchytrium endobioticum, agent causal de la galle verruqueuse de la pomme de terre.

## Synonymes
Selon MycoBank (8 novembre 2014) :
- Synchytrium subgen. Pychnochytrium de Bary, 1884 ;
- Chrysophlyctis Schilb., 1896 ;
- Woroninella Racib., 1898 ;
- Miyabella S. Ito & Homma, 1926.

## Liste d'espèces
Selon Catalogue of Life (9 novembre 2014) :
- Synchytrium abnorme
- Synchytrium achyroclines
- Synchytrium aecidioides
- Synchytrium aequatoriense
- Synchytrium africanum
- Synchytrium ajrekarii
- Synchytrium akshaiberi
- Synchytrium alismatis
- Synchytrium alpicola
- Synchytrium alpinum
- Synchytrium alysicarpi
- Synchytrium ampelocissi
- Synchytrium amsinckiae
- Synchytrium andinum
- Synchytrium anemones
- Synchytrium anomalum
- Synchytrium asari
- Synchytrium asteracanthae
- Synchytrium asterum
- Synchytrium athyrii
- Synchytrium atylosiae
- Synchytrium aurantiacum
- Synchytrium aureum
- Synchytrium australe
- Synchytrium balsaminae
- Synchytrium batesii
- Synchytrium bignoniae
- Synchytrium biophyti
- Synchytrium boerhaviae
- Synchytrium bonaerense
- Synchytrium borreriae
- Synchytrium bromi
- Synchytrium brownii
- Synchytrium bupleuri
- Synchytrium callicarpae
- Synchytrium callirrhoes
- Synchytrium cardiospermi
- Synchytrium caricis
- Synchytrium carpini
- Synchytrium cassiae
- Synchytrium cellulare
- Synchytrium celosiae
- Synchytrium centranthi
- Synchytrium cerastii
- Synchytrium chamaedryoidis
- Synchytrium chaptaliae
- Synchytrium chiltonii
- Synchytrium chrysosplenii
- Synchytrium cinnamomeum
- Synchytrium cissampeli
- Synchytrium clematidis
- Synchytrium cocculi
- Synchytrium collapsum
- Synchytrium cookii
- Synchytrium corni
- Synchytrium cotulae
- Synchytrium crotalariae
- Synchytrium cruciferarum
- Synchytrium crustatum
- Synchytrium cupulatum
- Synchytrium cyamopsidis
- Synchytrium cylistae
- Synchytrium cyperi
- Synchytrium davisii
- Synchytrium decipiens
- Synchytrium dendriticum
- Synchytrium desmodii
- Synchytrium dolichi
- Synchytrium drabae
- Synchytrium duchesneae
- Synchytrium echii
- Synchytrium echinulatum
- Synchytrium edgertonii
- Synchytrium emiliae
- Synchytrium endobioticum
- Synchytrium epilobii
- Synchytrium erechtitis
- Synchytrium eremocarpi
- Synchytrium erieum
- Synchytrium erigerontis
- Synchytrium fragariae
- Synchytrium fraxini
- Synchytrium fulgens
- Synchytrium fuscum
- Synchytrium galii
- Synchytrium gei
- Synchytrium geranii
- Synchytrium globosum
- Synchytrium gonolobi
- Synchytrium graminicola
- Synchytrium grande
- Synchytrium groenlandicum
- Synchytrium haplanthi
- Synchytrium helianthami
- Synchytrium helianthemum
- Synchytrium hemigraphidis
- Synchytrium hibisci
- Synchytrium holwayi
- Synchytrium hydrocotyles
- Synchytrium hypochaeridis
- Synchytrium ilicicola
- Synchytrium impatientis
- Synchytrium incrassans
- Synchytrium infestans
- Synchytrium innominatum
- Synchytrium iridis
- Synchytrium jaapianum
- Synchytrium johansonii
- Synchytrium jonesii
- Synchytrium khandalense
- Synchytrium kumaonense
- Synchytrium lacunosum
- Synchytrium laetum
- Synchytrium laeve
- Synchytrium lagenariae
- Synchytrium lagerheimii
- Synchytrium launeae
- Synchytrium leontodontis
- Synchytrium lepidagathidis
- Synchytrium lepidii
- Synchytrium limosellae
- Synchytrium linariae
- Synchytrium linderniae
- Synchytrium lindquistii
- Synchytrium liquidambaris
- Synchytrium lithophragmatis
- Synchytrium longispinosum
- Synchytrium lythri
- Synchytrium macrosporum
- Synchytrium maculans
- Synchytrium malvacearum
- Synchytrium marrubii
- Synchytrium marsileae
- Synchytrium melicopidis
- Synchytrium meliloti
- Synchytrium melongenae
- Synchytrium mercurialis
- Synchytrium micranthi
- Synchytrium millingtoniicola
- Synchytrium minutum
- Synchytrium mitchellae
- Synchytrium modioliensis
- Synchytrium montanum
- Synchytrium muscicola
- Synchytrium myosotidis
- Synchytrium namatis
- Synchytrium niesslii
- Synchytrium nigrescens
- Synchytrium nitidum
- Synchytrium nyctanthis
- Synchytrium oldenlandiae
- Synchytrium oreganum
- Synchytrium oroxyli
- Synchytrium ovale
- Synchytrium oxalidis
- Synchytrium papillatum
- Synchytrium parksii
- Synchytrium parthenocissi
- Synchytrium perforatum
- Synchytrium permianum
- Synchytrium petersenii
- Synchytrium phaseoli
- Synchytrium phaseoli-radiati
- Synchytrium phegopteridis
- Synchytrium phyllanthi
- Synchytrium physalidis
- Synchytrium picrosiae
- Synchytrium pilificum
- Synchytrium piperi
- Synchytrium plantagineum
- Synchytrium pogostemonis
- Synchytrium polemonii
- Synchytrium polygoni
- Synchytrium psophocarpi
- Synchytrium puerariae
- Synchytrium pulvereum
- Synchytrium punctatum
- Synchytrium punctum
- Synchytrium pyriforme
- Synchytrium ranunculi
- Synchytrium rhynchosiae
- Synchytrium rubrocinctum
- Synchytrium rugulosum
- Synchytrium rytzii
- Synchytrium salviae
- Synchytrium sambuci
- Synchytrium sanguineum
- Synchytrium saxifragae
- Synchytrium scirpi
- Synchytrium selaginellae
- Synchytrium senecionis
- Synchytrium sesami
- Synchytrium sesamicola
- Synchytrium seserni
- Synchytrium shawii
- Synchytrium shuteriae
- Synchytrium smilacis
- Synchytrium smithiae
- Synchytrium solstitiale
- Synchytrium spirogyrae
- Synchytrium stachydis
- Synchytrium stellariae
- Synchytrium stereospermi
- Synchytrium stipae
- Synchytrium succisae
- Synchytrium taraxaci
- Synchytrium tecomae
- Synchytrium tephrosiae
- Synchytrium texanum
- Synchytrium thirumalacharii
- Synchytrium tillaeae
- Synchytrium trachelospermi
- Synchytrium tragiae
- Synchytrium travancoricum
- Synchytrium trichodesmatis
- Synchytrium trichophilum
- Synchytrium tunicae
- Synchytrium uliginicola
- Synchytrium ulmariae
- Synchytrium ulmi
- Synchytrium umbilicatum
- Synchytrium urgineae
- Synchytrium urticae
- Synchytrium vaccinii
- Synchytrium valerianellae
- Synchytrium varanasense
- Synchytrium variabile
- Synchytrium velleiae
- Synchytrium vernoniae
- Synchytrium vignicola
- Synchytrium violae
- Synchytrium viride
- Synchytrium viticola
- Synchytrium vulcanicum
- Synchytrium vulgatum
- Synchytrium wurthii
- Synchytrium zorniae

Selon Index Fungorum (9 novembre 2014) :
- Synchytrium abnorme Speg. 1909
- Synchytrium achyroclines Speg. 1909
- Synchytrium aecidioides Farl. 1895
- Synchytrium aequatoriense (Syd.) Gäum. 1927
- Synchytrium africanum Karling 1957
- Synchytrium ajrekarii Payak & Thirum. 1951
- Synchytrium akshaiberi Lingappa 1953
- Synchytrium alismatis Cornu 1871
- Synchytrium alpicola Rytz 1907
- Synchytrium alpinum F. Thomas 1889
- Synchytrium alysicarpi T.S. Ramakr. & Sundaram 1954
- Synchytrium ampelocissi Mishra 1953
- Synchytrium amsinckiae McMurphy 1913
- Synchytrium andinum Lagerh. 1895
- Synchytrium anemones (DC.) Woronin 1868
- Synchytrium anomalum J. Schröt. 1875
- Synchytrium asari Arthur & Holw. 1887
- Synchytrium asteracanthae M.S. Patil 1988
- Synchytrium asterum M.T. Cook 1953
- Synchytrium athyrii Lagerh. 1905
- Synchytrium atylosiae (Petch) Gäum. 1927
- Synchytrium aurantiacum G. Tobler 1912
- Synchytrium aureum J. Schröt. 1870
- Synchytrium australe Speg. 1881
- Synchytrium balsaminae S.D. Patil & Mahab. 1964
- Synchytrium batesii Karling 1962
- Synchytrium bignoniae M.T. Cook 1953
- Synchytrium biophyti Lingappa 1956
- Synchytrium biophyti Mishra 1953
- Synchytrium boerhaviae F. Stevens 1927
- Synchytrium bonaerense Speg. 1881
- Synchytrium borreriae Lacy 1951
- Synchytrium bromi Maire 1917
- Synchytrium brownii Karling 1954
- Synchytrium bupleuri Kunze 1873
- Synchytrium callicarpae M.T. Cook 1953
- Synchytrium callirrhoes Karling 1958
- Synchytrium cardiospermi M.T. Cook 1953
- Synchytrium caricis Golovin 1950
- Synchytrium caricis Tracy & Earle 1895
- Synchytrium carpini M.T. Cook 1953
- Synchytrium cassiae Lingappa 1956
- Synchytrium cellulare Davis 1919
- Synchytrium celosiae J.C.S. Gupta & S. Sinha 1955
- Synchytrium centranthi Rabenh. 1871
- Synchytrium cerastii M.T. Cook 1945
- Synchytrium chamaedryoidis Karling 1953
- Synchytrium chaptaliae Speg. 1925
- Synchytrium chiltonii M.T. Cook 1945
- Synchytrium chrysosplenii Sorokīn 1873
- Synchytrium cinnamomeum Davis 1924
- Synchytrium cissampeli G.P. Singh 1954
- Synchytrium clematidis M.T. Cook 1953
- Synchytrium cocculi M.T. Cook 1953
- Synchytrium collapsum Syd. & P. Syd. 1907
- Synchytrium cookii Lingappa 1953
- Synchytrium corni M.T. Cook 1953
- Synchytrium cotulae du Plessis 1933
- Synchytrium crotalariae T.S. Ramakr. & K. Ramakr. 1950
- Synchytrium cruciferarum Speg. 1909
- Synchytrium crustatum Lingappa 1956
- Synchytrium cupulatum F. Thomas 1887
- Synchytrium cyamopsidis J.C.S. Gupta & S. Sinha 1955
- Synchytrium cylistae S.D. Patil & Mahab. 1964
- Synchytrium cyperi Mundk. & Mhatre 1945
- Synchytrium davisii Karling 1957
- Synchytrium decipiens Farl. 1885
- Synchytrium dendriticum Fuckel 1870
- Synchytrium desmodii Munas. 1955
- Synchytrium desmodiicola Mishra 1953
- Synchytrium dolichi (Cooke) Gäum. 1927
- Synchytrium drabae Lüdi 1901
- Synchytrium duchesneae M.T. Cook 1953
- Synchytrium echii Speg. 1909
- Synchytrium echinulatum Karling 1957
- Synchytrium edgertonii M.T. Cook 1945
- Synchytrium emiliae T.S. Ramakr. & Sundaram 1953
- Synchytrium endobioticum (Schilb.) Percival 1909
- Synchytrium epilobii Karling 1955
- Synchytrium erechtitis M.T. Cook 1953
- Synchytrium eremocarpi Karling 1957
- Synchytrium erieum Karling 1962
- Synchytrium erigerontis M.T. Cook 1945
- Synchytrium fairchildii Ellis & Galloway 1895
- Synchytrium fragariae Zeller & L. Campb. 1949
- Synchytrium fraxini M.T. Cook 1953
- Synchytrium fulgens J. Schröt. 1873
- Synchytrium fuscum Petch 1926
- Synchytrium galii Rytz 1907
- Synchytrium gei Padwick 1945
- Synchytrium geranii Clendenin 1895
- Synchytrium geranii Ellis & Galloway 1895
- Synchytrium globosum J. Schröt. 1886
- Synchytrium gonolobi M.T. Cook 1953
- Synchytrium graminicola R. Sprague 1950
- Synchytrium grande (C.E. Mill.) Karling 1964
- Synchytrium groenlandicum Allesch. 1897
- Synchytrium haplanthi S.D. Patil & Mahab. 1964
- Synchytrium helianthami Trotter 1972
- Synchytrium helianthemum Karling 1957
- Synchytrium hemigraphidis S.D. Patil & Mahab. 1964
- Synchytrium hibisci J.C.S. Gupta & S. Sinha 1951
- Synchytrium holwayi Farl. 1885
- Synchytrium hydrocotyles M.T. Cook 1945
- Synchytrium hypochaeridis Karling 1968
- Synchytrium ilicicola M.T. Cook 1953
- Synchytrium impatientis M.T. Cook 1951
- Synchytrium incrassans Maire 1917
- Synchytrium infestans Rytz 1907
- Synchytrium innominatum Farl. 1885
- Synchytrium iridis Rabenh. 1871
- Synchytrium jaapianum Magnus 1914
- Synchytrium johansonii Juel 1893
- Synchytrium jonesii Peck 1881
- Synchytrium khandalense Payak & Thirum. 1957
- Synchytrium kumaonense S.C. Gupta & Sah 1964
- Synchytrium lacunosum Karling 1957
- Synchytrium laetum J. Schröt. 1870
- Synchytrium laeve (Canter) Karling 1953
- Synchytrium lagenariae Mhatre & Mundk. 1945
- Synchytrium lagerheimii Karling 1957
- Synchytrium launeae Lingappa 1956
- Synchytrium leontodontis Karling 1968
- Synchytrium lepidagathidis Mundk. & Mhatre 1945
- Synchytrium lepidii M.T. Cook 1945
- Synchytrium limosellae Karling 1968
- Synchytrium linariae Karling 1957
- Synchytrium linderniae S. Ito 1935
- Synchytrium lindquistii Karling 1955
- Synchytrium liquidambaris M.T. Cook 1953
- Synchytrium lithophragmatis Karling 1957
- Synchytrium longispinosum (Couch) Karling 1953
- Synchytrium lythri M.T. Cook 1945
- Synchytrium macrosporum Karling 1957
- Synchytrium maculans Lingappa 1956
- Synchytrium malvacearum Bharadwaj & R.S. Dwivedi 1971
- Synchytrium marrubii G. Tobler 1913
- Synchytrium marsileae Lodhi 1953
- Synchytrium melicopidis Cooke & Massee 1892
- Synchytrium meliloti Lingappa 1953
- Synchytrium melongenae J.C.S. Gupta & S. Sinha 1951
- Synchytrium mercurialis (Lib.) Fuckel 1870
- Synchytrium mercurialis Fuckel 1866
- Synchytrium micranthi G.P. Singh 1954
- Synchytrium miescherianum J.G. Kühn
- Synchytrium millingtoniicola Safeeulla & Govindu 1952
- Synchytrium minutum (Pat.) Gäum. 1927
- Synchytrium mitchellae M.T. Cook 1953
- Synchytrium modioliensis M.T. Cook 1945
- Synchytrium montanum Zopf 1903
- Synchytrium muscicola Reinsch 1875
- Synchytrium myosotidis J.G. Kühn 1868
- Synchytrium namatis Karling 1956
- Synchytrium niesslii Bubák 1898
- Synchytrium nigrescens Davis 1924
- Synchytrium nitidum Ellis & Galloway ex Karling 1956
- Synchytrium nyctanthis Lacy 1951
- Synchytrium oldenlandiae Lingappa 1956
- Synchytrium oreganum Karling 1957
- Synchytrium oroxyli Lingappa 1956
- Synchytrium ovale (Rieth) Karling 1953
- Synchytrium oxalidis M.T. Cook 1947
- Synchytrium papillatum Farl. 1878
- Synchytrium parksii Karling 1957
- Synchytrium parthenocissi M.T. Cook 1953
- Synchytrium perforatum Karling 1955
- Synchytrium permianum García Mass. 2007
- Synchytrium petersenii (Scherff.) Karling 1953
- Synchytrium phaseoli W. Weston 1930
- Synchytrium phaseoli-radiati S. Sinha & J.C.S. Gupta 1951
- Synchytrium phegopteridis Juel 1893